# Berliner Laien-Adresse
Die Berliner Laien-Adresse aus dem Jahr 1869 war ein Versuch katholischer deutscher Politiker, im Vorfeld des Ersten Vatikanischen Konzils Einfluss auf den deutschen Episkopat zu nehmen, um die zu erwartende Dogmatisierung der päpstlichen Unfehlbarkeit zu verhindern.

## Hintergrund
Papst Pius IX. berief im Sommer 1868 ein allgemeines Konzil nach Rom, das am 8. Dezember 1869 eröffnet werden sollte. Es wurde im Vorfeld in der Öffentlichkeit engagiert und kontrovers diskutiert, wobei die erwartete Dogmatisierung der päpstlichen Unfehlbarkeit in den Vordergrund trat. Diese Frage spaltete den Katholizismus allgemein in Infallibilisten und Anti-Infallibilisten. Im deutschen Katholizismus (zumindest im sich öffentlich artikulierenden Teil) überwogen eindeutig die ablehnenden Stimmen, sowohl unter den Laien als auch im Episkopat; mit Ignatius von Senestrey, dem Bischof von Regensburg, gehörte allerdings einer der exponiertesten Befürworter des Unfehlbarkeitsdogmas zu den deutschen Konzilsvätern. Die Gegner der Dogmatisierung glaubten entweder nicht an die päpstliche Unfehlbarkeit selbst, oder aber sie hielten die Entscheidung für inopportun, weil sie die Kirche einer Zerreißprobe aussetzen würde und dem verbreiteten Antikatholizismus neue Nahrung liefern könnte. Der Badische Kulturkampf, die Rezeption der Artikel, die der Kirchenhistoriker Ignaz von Döllinger im März 1869 in der Allgemeinen Zeitung veröffentlicht hatte, und auch die Zirkulardepesche der bayerischen Regierung Hohenlohe-Schillingsfürst im April 1869, durch die ein gemeinsames Vorgehen der europäischen Regierungen gegen ein Unfehlbarkeitsdogma erreicht werden sollte, gaben einen Vorgeschmack.

## Entstehung
Vor diesem Hintergrund regten katholische Politiker, die zu Sitzungen des Zollparlaments in Berlin weilten, eine Stellungnahme katholischer Laien gegen die Dogmatisierung der päpstlichen Unfehlbarkeit an. Initiiert durch Joseph Edmund Jörg und Peter Reichensperger bildete sich ein vorbereitendes Komitee, das eine Adresse ausarbeiten sollte. Mitglieder des Komitees waren neben Jörg und Reichensperger Rudolf Probst, Ludwig Windthorst, Andreas Freytag und Clemens Hosius. Der Adress-Entwurf wurde dann am 17. Juni 1869 auf einer Versammlung von Abgeordneten des Zollparlaments (Berliner Laien-Konzil) beraten und verabschiedet. Von Windthorst, der Berlin aus privaten Gründen frühzeitig hatte verlassen müssen, stammte die Idee, die Adresse der im September 1869 in Fulda tagenden Deutschen Bischofskonferenz als Meinungsäußerung katholischer Laien zukommen zu lassen. Jörg wurde beauftragt, bei den Bischöfen zu erkunden, auf welchem Weg sie die Meinung der Laien zu erfahren wünschten. Der Münchner Erzbischof Gregor von Scherr empfahl ihm eine interne Meinungsäußerung und riet entschieden von einer Veröffentlichung in der Presse ab; in gleichem Sinn äußerte sich Michael von Deinlein, der Erzbischof von Bamberg, gegenüber Georg von Franckenstein. So wurde die Berliner Laien-Adresse der Bischofskonferenz über Gregor von Scherr zugeleitet, ohne der Öffentlichkeit bekannt geworden zu sein.

## Inhalt
Die Berliner Laien-Adresse bringt ihr Anliegen in äußerst vorsichtiger Form zum Ausdruck. Zunächst wird die Einberufung des Konzils begrüßt und betont, dass sich die Verfasser der Adresse an dessen Entscheidungen gebunden fühlten. Gegen die Initiative der bayerischen Regierung wird vorgebracht, dass das Konzil unbeeinflusst von weltlichen Mächten entscheiden könne. Dann wird auf die Ablehnung einer Trennung von Staat und Kirche, wie sie Pius IX. im Syllabus errorum vertreten hatte, Bezug genommen: Zwar geben die Laien zu, dass es „der von Gott gewollte Normalzustand der christlichen Gesellschaft sei, daß Kirche und Staat in heiliger Eintracht schaffen an dem zeitlichen und ewigen Wohle der Menschheit“; doch heben die Verfasser vor dem Hintergrund der deutschen Gegebenheiten hervor, dass sie „in den verworrenen Verhältnissen“ der Gegenwart auch die Ansicht für vertretbar hielten, dass gerade die Trennung von Staat und Kirche Voraussetzung für die kirchliche Freiheit sein könne. Zum entscheidenden Punkt schließlich formuliert die Adresse wörtlich: „Wenn in früheren Jahrhunderten durch äußere Umstände und das Unglück der Zeiten die Zweifel brennend werden konnten, ob das Oberhaupt der katholischen Kirche für sich allein oder nur in Verbindung mit der Gesammtheit der Bischöfe die positiven Glaubenssätze aus dem hinterlegten Schatz der Kirche schöpfe, so liegt nach unserem kirchlichen Bewußtsein heute das Bedürfnis einer Lösung umsoweniger vor, als das einmal berufene Concil von der göttlichen Vorsehung bestimmt sein dürfte, eine neue Periode von allgemeinen Kirchenversammlungen mit allseitig unbestrittener Autorität zu eröffnen.“

## Wirkung
Eine direkte Wirkung der Berliner Laien-Adresse lässt sich schon deshalb nicht nachweisen, weil die Adressaten, die Bischöfe Deutschlands, in ihrer Mehrheit ganz ähnlicher Meinung waren. Die Bischofskonferenz tagte vom 1. bis zum 7. September 1869 in Fulda, diskutierte das Problem der päpstlichen Unfehlbarkeit und veröffentlichte einen Hirtenbrief. Daneben wandten sich die Bischöfe in einem Schreiben (unterzeichnet von 14 Bischöfen) an Pius IX., in dem die Definition der päpstlichen Unfehlbarkeit als „wenig opportun“ bezeichnet wurde. Die Initiatoren der Adresse, etwa Ludwig Windthorst, versuchten weiterhin Einfluss auf kirchliche Entscheidungsträger zu nehmen, darunter Clemens Schrader und Kardinalstaatssekretär Giacomo Antonelli. Letztlich blieben all diese Bemühungen ohne Erfolg: das Unfehlbarkeitsdogma wurde am 18. Juli 1870 beschlossen; alle deutschen Bischöfe unterwarfen sich der päpstlichen Autorität, ebenso die an der Berliner Adresse beteiligten Laien. Der Weg, den Ignaz von Döllinger und die Gründer der Altkatholischen Kirche bis hin zur Exkommunikation gingen, blieb ein Randphänomen unter katholischen Intellektuellen.
Joseph Edmund Jörg hat als Beteiligter in Auseinandersetzung mit einer Publikation des Historikers Johann Nepomuk Sepp eine zeitnahe Darstellung des Vorgangs geliefert.